# Russellville (Arkansas)
Russellville város az USA Arkansas államában. Lakosainak száma 28 940 fő (2020. április 1.).

## Népesség
A település népességének változása:

| 2010 | 27 920 |
| 2020 | 28 940 |